# Lampaul-Ploudalmézeau
Lampaul-Ploudalmézeau (tiếng Breton: Lambaol-Gwitalmeze) là một xã của tỉnh Finistère, thuộc vùng Bretagne, miền tây bắc Pháp.

## Dân số
Người dân ở Lampaul-Ploudalmézeau được gọi là Lampaulais.